# Мухаммад аль-Хусейн
Мухаммад аль-Хусейн (*д/н–1873) — султан Дарфуру в 1838—1873 роках.

## Життєпис
Походив з династії Кейра Син султана Мухаммада аль-Фадла. Посів трон 1838 року. У 1839 році мусив відмовитися від планів попередника щодо приєднання до своїх володінь султанату Вадай. Вів політичну та дипломатичну боротьбу з колаками Мухаммадом аль-Шаріфом та його сином Алі, що прагнули позбутися залежності від дарфурського султанату. Ситуацію погіршив новий наступ у 1840-х роках військ Мухаммеда Алі, правителя Єгипту. В результаті Мухаммад аль-Хусейн мусив відмовитися від суданських територій, а 1856 року Аль-Зубайр Рахма Мансур з єгипетськими військами зайняв важливу область Бахр аль-Газаль. На початку 1860-х років аль-Хусейн визнав самостійність Вадаї.
Тепер більшу загрозу становив Аз-Зубайр, що протягом 1860-х років створив торгівельну мережу, захопивши торгівлю рабами і слоновою кісткою. З іншого боку караванні шляхи стали підпадати під владу Вадаї, правителів якого переорієнтували їх на Куфру і Бенгазі замість Триполі.
Втім Мухаммад аль-Хусейн зумів зберегти вплив на невеличкий султанат Дар Гімрі, оженивши його правителя Хашима зі своєю донькою. Згодом через втрату зору мухаммад аль-Хусейн поступово став відходити від державних справ, внаслідок чого значний вплив отримала його сестра Замзам.
У 1860-х роках новою військовою загрозою стали племена бану-різейгат, хаббанійя, маалійя. Майже щороку султан відправляв проти нього війська, намагаючись поставити на чолі можливих змовників або претендентів на трон.
Помер 1873 року. Йому спадкував син Ібрагім Карад.